# 公使馆
公使馆，等级次于大使馆的外交代表机构，其館長称特命全權公使。
第二次世界大战后，各国之间的外交代表级别普遍由公使提升为大使，公使馆也对应升级为大使馆。